# 謝震業
謝 震業（しゃ しんぎょう、Xie Zhenye、1993年8月17日 - ）は、中国・浙江省紹興県出身の陸上競技選手。専門は短距離走。200m19秒88のアジア記録保持者。100mの自己ベスト9秒97。2015年北京世界選手権男子4×100mリレーの銀メダリスト。アジア出身選手として初めて19秒台を記録した選手である。

## 経歴

### 2010年
謝震業は8月、シンガポールで開催された第1回ユースオリンピックの男子200mを21秒22（+0.4）で制して金メダルを獲得した。これは全てのカテゴリーのオリンピック（オリンピック、ユースオリンピック）と世界選手権（世界選手権、世界U20選手権、世界U18選手権）を通じて、短距離種目（ハードルを除く）における中国男子勢初の金メダル獲得だった。

### 2012年
5月に200mで20秒54（+0.5）の中国タイ記録（当時）およびジュニア中国記録を樹立し、1996年に韓朝明がマークした20秒54に並んだ。
6月のアジアジュニア選手権男子100mと200mに出場すると、100mは10秒54（-2.3）で銀メダル、200mは21秒15（-3.9）で金メダルを獲得した。
7月のバルセロナ世界ジュニア選手権男子100mと200mに出場し、両種目で決勝に進出した初の中国人となった。100mでは10秒59（+0.1）の8位に終わり、2006年北京大会の梁嘉鴻が記録した5位を上回ることはできなかったが、200mでは20秒66（-0.4）の5位に入り、1994年リスボン大会の韓朝明が記録した6位を上回る中国人最高成績を更新した。
8月のロンドンオリンピック男子200mでシニアの世界大会初出場を果たすも、20秒69（0.0）の組6着で予選敗退に終わった。

### 2013年
3月に200mで20秒93の室内中国記録（当時）を樹立。2004年に楊耀祖がマークした21秒17を塗り替え、20秒台を記録した初の中国人となった。
7月のプネーアジア選手権男子200mを20秒87（+0.7）で制し、シニアの主要国際大会で初のタイトルを獲得した。男子4×100mリレーでは3走を務め、39秒17をマークしての銅メダル獲得に貢献した。
8月のモスクワ世界選手権男子200mに出場するも、20秒74（-0.4）の組5着で予選敗退に終わった。

### 2014年
10月の仁川アジア大会に出場すると、男子200mは準決勝で不正スタートをして失格になったが、男子4×100mリレーでは2走（陳時偉、謝、蘇炳添、張培萌）を務め、決勝で37秒99のアジア記録（当時）を樹立しての金メダル獲得に貢献した。同月に行われた中国選手権では男子100mを10秒36（+0.4）で制すと、男子200mも20秒44（-0.3）の中国記録（当時）で制して2冠を達成した。

### 2015年
自国開催となった8月の北京世界選手権に2大会連続となる出場を果たした。男子200mは予選で20秒37（-0.4）の中国記録を樹立し、組3着に入って準決勝進出を決めたかと思われたが、内側のラインを踏んでいたとしてレーン侵害の失格となった。男子4×100mリレーでは2走（莫有雪、謝、蘇炳添、張培萌）を務めると、準決勝で37秒92のアジア記録（当時）を樹立。決勝でも38秒01の好タイムをマークし、ジャマイカ（37秒36）、アメリカ（37秒77）に次ぐ3位に入ったが、ゴール後にアメリカがオーバーゾーンで失格となり、中国は2位に繰り上がり銀メダルを獲得した。4×100mリレーにおけるアジア勢のメダル獲得は男女通じて初の快挙だった。

### 2016年
3月のポートランド世界室内選手権男子60mに出場すると、予選で6秒55の自己ベストをマークして組2着に入り、シニアの世界大会個人種目で初めて予選を突破した。準決勝でも予選と同タイムの6秒55をマークし、タイムで拾われて初のファイナリストになると、決勝では予選と準決勝でマークした6秒55を更新する6秒53をマーク。トレイボン・ブロメル（6秒47）、アサファ・パウエル（6秒50）、ラモン・ギテンス（6秒51）に次ぐ4位で惜しくもメダルは逃したが、同じく決勝に進出した蘇炳添には0秒01差で競り勝った。
8月のリオデジャネイロオリンピックに2大会連続の出場を果たすと、男子100m予選において10秒08（-0.1）の自己ベスト（当時）をマーク。それまでの自己ベストを0秒04更新して準決勝に進出したが、準決勝は10秒11（+0.2）とタイムを落として敗退した。男子4×100mリレーでは2走（湯星強、謝、蘇炳添、張培萌）を務め、予選では昨年の世界選手権で樹立したアジア記録を0秒10更新する37秒82をマークしたが、決勝は37秒90の4位でメダルを逃した。

### 2017年
5月13日のIAAFダイヤモンドリーグ・上海ゴールデングランプリ男子200mでは20秒40（-0.4）で5位に終わったものの、自身の持つ中国記録を0秒04更新した。
9月の中華人民共和国全国運動会において、3日の男子100m決勝は自己ベストを1年ぶりに0秒04更新する10秒04（+0.3）、5日の男子200m決勝は自身の持つ中国記録を0秒20更新する20秒20（-0.2）でそれぞれ制し、スプリント2冠を達成した。

### 2018年
3月3日にバーミンガムで開催された世界室内選手権の男子60m決勝ではメダル獲得は逃したが6秒52の自己ベストを記録し前回大会に続いて4位入賞を果たした。
5月20日のIAAFワールドチャレンジミーティングス・ゴールデングランプリ大阪男子200mで20秒16（+0.9）の中国記録を樹立した。
6月19日にフランス、モントルイユで行われた大会で中国記録(当時)で自身初の9秒台となる9秒97（+0.9）を記録した。
7月15日にロンドンで初開催となった陸上ワールドカップの男子200m決勝で20秒25（-1.1）を記録し優勝、陸上ワールドカップにおけるこの種目の最初の優勝者となった。
8月16日、7月にIAAFダイヤモンドリーグ・ロンドングランプリに出場した際に負った右足首の負傷によりジャカルタアジア大会を欠場すると発表された。

### 2019年
7月21日のIAAFダイヤモンドリーグ・ロンドングランプリ男子200mではアジア新記録となる19秒88（+0.9）で優勝、アジア出身選手として初めて19秒台を記録した選手となった。
2019年世界陸上競技選手権大会・男子200mでは中国勢初の決勝進出を果たし、20秒14（+0.3）で7位に入った。

## 自己ベスト
- 記録欄の（　）内の数字は風速（m/s）で、+は追い風、-は向かい風を意味する。

| 種目 | 記録          | 年月日        | 場所         | 備考           |
| 屋外 | 屋外          | 屋外          | 屋外         | 屋外           |
| ---- | ------------- | ------------- | ------------ | -------------- |
| 100m | 9秒97 (+0.9)  | 2018年6月19日 | モントルイユ | 元中国記録     |
| 100m | 9秒91w (+4.1) | 2017年4月15日 | クレアモント | 追い風参考記録 |
| 200m | 19秒88 (+0.9) | 2019年7月21日 | ロンドン     | アジア記録     |
| 室内 |               |               |              |                |
| 60m  | 6秒52         | 2018年3月3日  | バーミンガム |                |
| 200m | 20秒93        | 2013年3月7日  | 南京         | 元室内中国記録 |

## 主な成績
- 備考欄の記録は当時のもの

| 年   | 大会                    | 場所             | 種目    | 結果     | 記録            | 備考                          |
| ---- | ----------------------- | ---------------- | ------- | -------- | --------------- | ----------------------------- |
| 2010 | ユースオリンピック (en) | シンガポール     | 200m    | 優勝     | 21秒22 (+0.4)   |                               |
| 2012 | アジアジュニア選手権    | コロンボ         | 100m    | 2位      | 10秒54 (-2.3)   |                               |
| 2012 | アジアジュニア選手権    | コロンボ         | 200m    | 優勝     | 21秒15 (-3.9)   |                               |
| 2012 | 世界ジュニア選手権      | バルセロナ       | 100m    | 8位      | 10秒59 (+0.1)   |                               |
| 2012 | 世界ジュニア選手権      | バルセロナ       | 200m    | 5位      | 20秒66 (-0.4)   |                               |
| 2012 | オリンピック            | ロンドン         | 200m    | 予選     | 20秒69 (0.0)    |                               |
| 2013 | アジア選手権            | プネー           | 200m    | 優勝     | 20秒87 (+0.7)   |                               |
| 2013 | アジア選手権            | プネー           | 4x100mR | 3位      | 39秒17 (2走)    |                               |
| 2013 | 世界選手権              | モスクワ         | 200m    | 予選     | 20秒74 (-0.4)   |                               |
| 2014 | 世界リレー (en)         | ナッソー         | 4x200mR | 7位      | 1分25秒83 (2走) | 予選1分23秒75：中国記録       |
| 2014 | 世界リレー (en)         | ナッソー         | 4x100mR | B決勝3位 | 38秒83 (2走)    |                               |
| 2014 | アジア大会              | 仁川             | 200m    | 準決勝   | DQ              | 不正スタート                  |
| 2014 | アジア大会              | 仁川             | 4x100mR | 優勝     | 37秒99 (2走)    | アジア記録 大会記録           |
| 2015 | 世界リレー (en)         | ナッソー         | 4x100mR | 予選     | 57秒98 (2走)    |                               |
| 2015 | 世界リレー (en)         | ナッソー         | 4x200mR | 予選     | DQ (4走)        | オーバーゾーン                |
| 2015 | アジア選手権            | 武漢             | 100m    | 4位      | 10秒25 (+1.8)   | 自己ベスト                    |
| 2015 | 世界選手権              | 北京             | 200m    | 予選     | DQ              | レーン侵害                    |
| 2015 | 世界選手権              | 北京             | 4x100mR | 2位      | 38秒01 (2走)    | 予選37秒92：アジア記録        |
| 2016 | 世界室内選手権          | ポートランド     | 60m     | 4位      | 6秒53           | 自己ベスト                    |
| 2016 | オリンピック            | リオデジャネイロ | 100m    | 準決勝   | 10秒11 (+0.2)   | 予選10秒08 (-0.1)：自己ベスト |
| 2016 | オリンピック            | リオデジャネイロ | 4x100mR | 4位      | 37秒90 (2走)    | 予選37秒82：アジア記録        |
| 2017 | 世界リレー (en)         | ナッソー         | 4x100mR | 3位      | 39秒22 (2走)    |                               |
| 2017 | 世界選手権              | ロンドン         | 100m    | 準決勝   | 10秒28 (-0.5)   |                               |
| 2017 | 世界選手権              | ロンドン         | 4x100mR | 4位      | 38秒34 (2走)    |                               |
| 2018 | 世界室内選手権          | バーミンガム     | 60m     | 4位      | 6秒52           | 自己ベスト                    |
| 2018 | 陸上ワールドカップ (en) | ロンドン         | 200m    | 優勝     | 20秒25 (-1.1)   |                               |